# Václav Valeš (letec)
Václav Valeš (26. listopadu 1914 Mokré – 20. července 1941 Hannover) byl český příslušník RAF a hrdina druhé světové války.

## Život
Jeho otec byl železničářem. Po absolvování základní školy se Václav Valeš v Dobrušce vyučil elektrotechnikem, v místě našel pracovní místo a vojenskou službu absolvoval u hraničářského praporu v Žamberku. Vojenskou službu si dobrovolně prodloužil dalším závazkem u letecké jednotky v Hradci Králové.
Do zahraničí odešel se svou přítelkyní Marií 6. ledna 1940 přes Slovensko. Na další cestě byli zadrženi v Maďarsku, ale z internace se jim podařilo utéci do Jugoslávie a odtud dále přes Řecko, turecký Istanbul až do tábora pro československé uprchlíky v Bejrútu. Dne 5. dubna 1940 již sám vstoupil na loď směřující do Alexandrie, odkud pokračoval dalším transportem přes celé Středozemní moře do francouzského přístavu Marseille. 16. dubna 1940 dorazil spolu s dalšími Čechy do československého tábora v Agde. I když byl na francouzském území zařazen k československé letecké jednotce, do bojového nasazení zařazen nebyl. 18. června 1940 odjel s dalšími Čechy z Francie do Anglie.
Již 1. července 1940 byl v Anglii zařazen do leteckého výcviku. Evidenčně byl veden u 312. československé stíhací perutě a 10. srpna 1940 se stal pilotem RAF. Z jeho zachovaného deníku lze poznat osobní nálady, pohledy na život daleko od vlasti, přípravu a boje v řadách RAF, ale i lásku ke své vlasti a touhu po jejím osvobození. Dočasně byl přidělen i jako radiotelegrafista. Dne 30. září 1940 československý depot v Cosfordu opustil, prošel kurzem bombometčíků a střelců. Konečně 1. listopadu 1940 byl přidělen k 311. československé bombardovací peruti. Byl palubním střelcem, snažil se stát pilotem. V červenci 1941 při jednom z náletů na německá města byl jeho letoun sestřelen.,

## Vyznamenání
Václav Valeš byl vyznamenán Československým válečným křížem 1939, Medailí Za chrabrost a jinými československými i zahraničními vyznamenáními. 1. června 1991 byl „in memoriam“ povýšen do hodnosti podplukovníka.
Dne 28. října 1994 byla v obci Mokré slavnostně odhalena pamětní deska u příležitosti 50. výročí jeho úmrtí. Touto pamětní deskou byla uctěna i památka padlých bojovníků v první světové válce. Slavnosti se zúčastnilo velké množství místních obyvatel, rodáků obce a dosud žijících spolubojovníků Václava Valeše. Slavnostnímu aktu byla přítomna i paní Marie, s níž Václav Valeš plánoval společný život. Slavnost doprovázela výstava fotografií, dokumentů a předmětů vztahujících se nejen k osobě Václava Valeše, ale i k historii Mokrého, byla zakončena průletem bojových vrtulníků Mil Mi-24 z letecké základny v Přerově.
Fotografie a další podrobnosti jsou na webových stránkách kroniky obce Mokré.